# Kumamoto
Kumamoto (japánul 熊本市, Hepburn-átírással Kumamoto-shi) japán város Kjúsú szigetén, Kumamoto prefektúra központja. Lakossága 2014. január 1-én 739 628 fő volt. A 2010-es népszámlálási adatok alapján Kumamoto Japán 17. legnépesebb városa, 2012 óta kormányzat által kijelölt város.

## Története

### Korai időszak
A város területén már 30 000 éve is éltek emberek, egyike a Japán-szigetek legrégebb óta lakott helyeinek. A vadászó-gyűjtögető törzsek a Jajoi-korszakra (i.e 300 - i. sz. 300) letelepedtek, rizstermesztéssel, sólepárlással és vaskohászattal foglalkoztak.
Az Aszuka-kortól kezdve a város a Higo tartományhoz tartozott. Az Aszuka- és az azt követő Nara-korszakban (538-794) erős volt a kínai befolyás, a Tang-dinasztia államszervezetének hatására Japánban is bevezették a központi igazgatást. Ekkortájt kezdett el terjedni a felsőbb osztályok körében a buddhizmus, míg a parasztok és kézművesek továbbra is a hagyományos sintóizmust követték.

### A sógunátus idején
A Heian-korban (794-1185) megerősödtek a helyi földbirtokos családok, főleg a Kikucsi- és Aszo-klán. A Kikucsik támogatták a létrejövő Minamoto-sógunátust és jó kapcsolatot tartottak fenn a császárral.
A mongol invázió idején a Kikucsi-klán legyőzte a hódítókat Fukuoka mellett, amivel jelentősen megnövelte a család presztízsét. A 12. családfő, Kikucsi Takeoki a császár bizalmas tanácsadójává lett.
A Muromacsi-kor (1336-1573) feudális anarchiája idején a 13. családfő, Kikucsi Takesige vérszerződéssel kötelezte a klán tagjait, hogy nem fordulnak egymás ellen. A szerződés ma is megtekinthető a Kikucsi-szentélyben. Erőfeszítései dacára a ház hatalma lehanyatlott és új klánok, az Otomo-, Rjuzodzsi-, Simazu-klánok harcoltak a tartomány ellenőrzéséért.

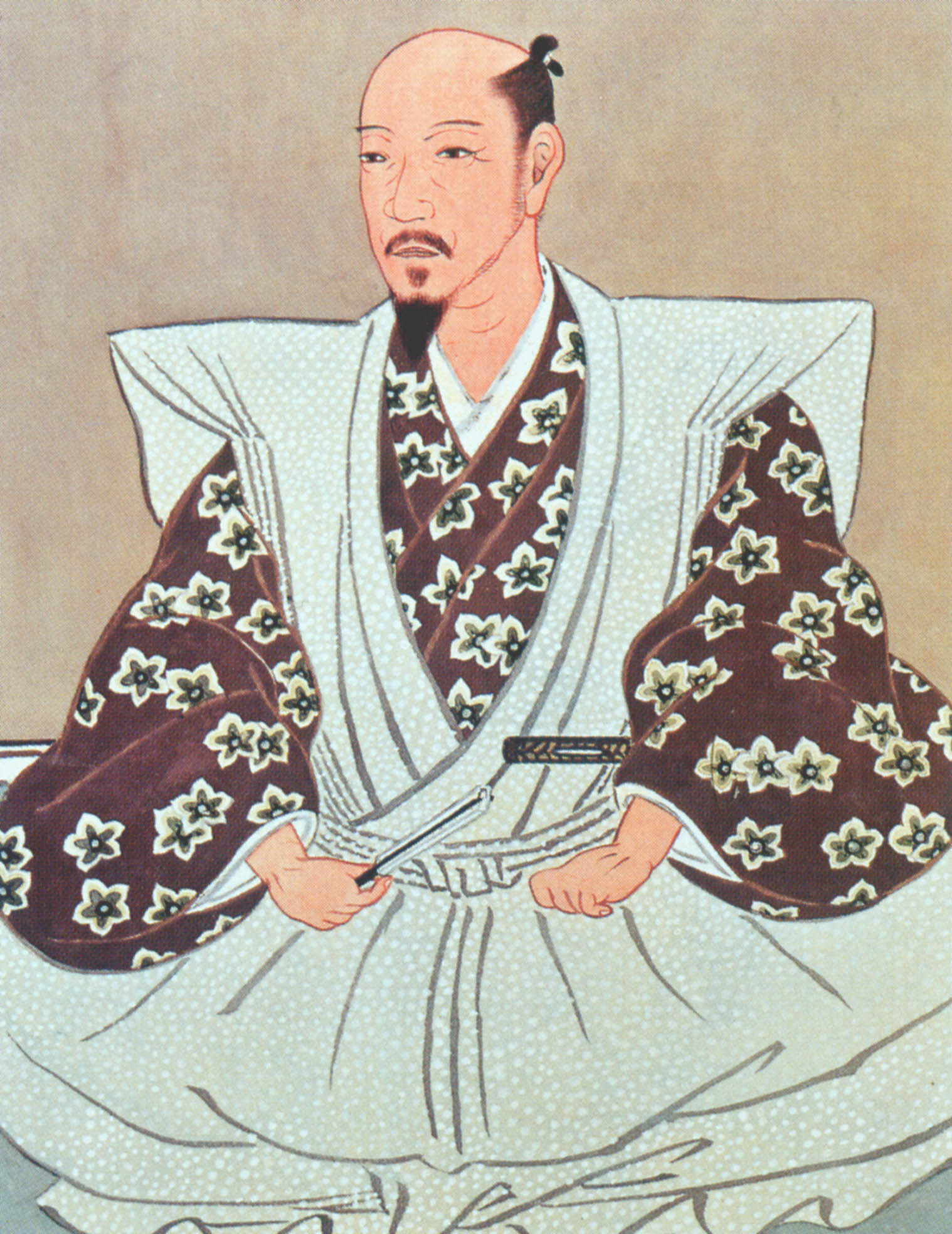
Kató Kijomasza, a várkastély építője

A Japánt újraegyesítő Tojotomi Hidejosi 1587-ben meghódította Higót és Szassza Narimaszának adományozta, aki azonban nem tudta fenntartani a rendet és szeppukut kellett elkövetnie. Kumamoto és Higo északi része Kató Kijomasza kezére került, majd a szekigaharai csata után a teljes tartomány az ő birtoka lett. Ő építtette Kumamoto hatalmas várkastélyát is. Ebben az időben a portugál és spanyol misszionáriusok Kjúsú lakosságának jelentékeny hányadát megtérítették.
1632-ben a város a Hoszokava-klán birtokába került. Az Edo-korszakban (1603-1868) Kumamoto gazdasága virágzott, a 19. század elejétől kezdve viaszt és szakét termeltek nagyobb mennyiségben, elkezdték kihasználni a geológiailag aktív környék hőforrásait. 1634-ben elkészült a Szizen-dzsi japánkert, 1854-ben pedig a Cujun-híd, Japán legnagyobb vízvezeték-hídja.
1637-ben a magas adók és a kereszténység betiltása miatt kitört a simabarai lázadás, amit a kormányzat vérbefojtott. 1792-ben a szomszédos Nagaszaki prefektúrában fekvő Unzen-hegy kitörése után két nagy földrengés, majd utána cunami sújtotta a tartományt, 15 000 életet követelve.

### Modernizáció
A Meidzsi-korszakban átszervezték az ország közigazgatását és a város Kumamoto prefektúra központja lett. Kumamotóban orvosi egyetem és nyugati tudományok egyeteme nyílt. A kormányzat által bevezetett nyugatosítással elégedetlen szamurájok kirobbantották a Szacuma-lázadást. A kumamotói várkastélyt is hosszú hónapokig ostromolták, míg a császári csapatok el nem űzték és a sirojamai csatában le nem győzték őket.
A lázadás leverését követően a kumamotói várba a császári hadsereg prefekturális parancsnoksága költözött. 1931-ben Hirohito császár innen irányította egy jelentős hadgyakorlatot. A város is jelentős fejlődésen ment át, utakat, vízvezetéket építettek és megjelentek az első villamosok.
A második világháború idején a város egyharmada elpusztult a bombázások következtében. A háború után 1953-ban az Aszo-hegy kitörése és az egyidejű áradások okoztak nagy károkat Kumamotóban.
A gyorsan növekvő gazdaság segítségével a város újjáépült. Bár a várkastély környékén megtartotta történelmi hangulatát, a mai Kumamoto modern, felhőkarcolókkal zsúfolt, nyüzsgő gazdasági életű város.

## Népesség
| Lakosok száma | 734 474 | 740 822 | 738 567 | 738 385 |
|               | 2010    | 2015    | 2020    | 2021    |

## Éghajlat
Kumamoto klímája nedves szubtropikus (a Köppen-féle besorolásban Cfa), a nyarak forróak és esősek, a telek hűvösek. Az éves csapadék jelentős része a monszunidőszakban, június-júliusban hullik le.
| Hónap                                 | Jan. | Feb. | Már. | Ápr. | Máj. | Jún. | Júl. | Aug. | Szep. | Okt. | Nov. | Dec. | Év   |
| ------------------------------------- | ---- | ---- | ---- | ---- | ---- | ---- | ---- | ---- | ----- | ---- | ---- | ---- | ---- |
| Rekord max. hőmérséklet (°C)          | 22,5 | 26,4 | 27,4 | 35,5 | 34,4 | 36,1 | 38,8 | 37,7 | 37,0  | 33,7 | 28,9 | 24,6 | 38,8 |
| Átlagos max. hőmérséklet (°C)         | 10,5 | 12,1 | 15,7 | 21,3 | 25,6 | 28,2 | 31,7 | 33,2 | 29,9  | 24,6 | 18,5 | 13,0 | 22,1 |
| Átlagos min. hőmérséklet (°C)         | 1,2  | 2,3  | 5,6  | 10,3 | 15,2 | 19,8 | 24,0 | 24,4 | 20,8  | 14,2 | 8,3  | 3,1  | 12,5 |
| Rekord min. hőmérséklet (°C)          | −9,2 | −9,2 | −6,9 | −2,5 | 1,3  | 7,1  | 14,3 | 15,3 | 6,7   | 0,5  | −3,8 | −7,9 | −9,2 |
| Átl. csapadékmennyiség (mm)           | 60   | 83   | 138  | 146  | 196  | 405  | 401  | 174  | 170   | 79   | 81   | 54   | 1986 |
| Havi napsütéses órák száma            | 133  | 140  | 159  | 181  | 187  | 141  | 185  | 211  | 176   | 190  | 153  | 148  | 2002 |
| Forrás: Japán Meteorológiai Ügynökség |      |      |      |      |      |      |      |      |       |      |      |      |      |

## Látnivalók

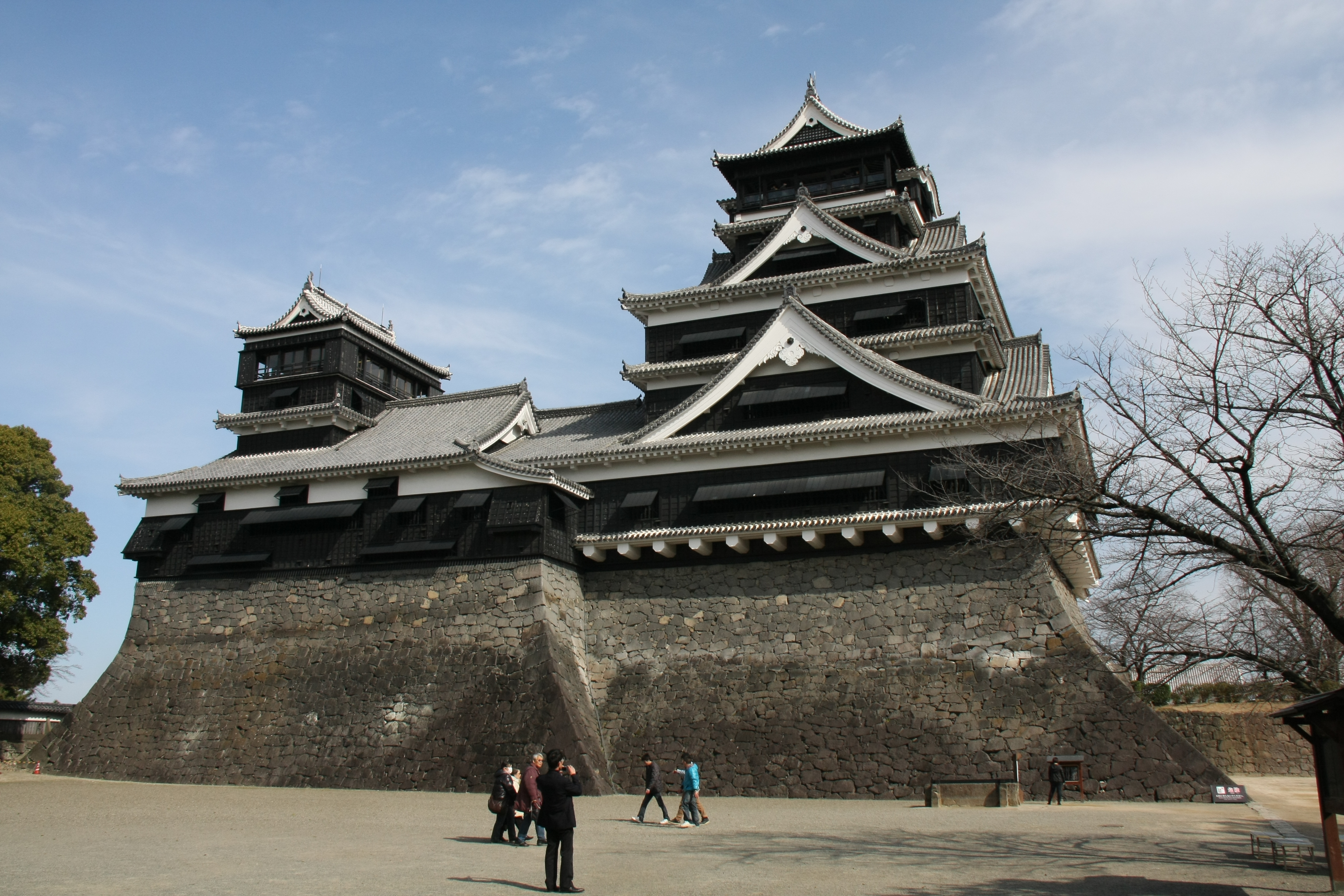
A kumamotói várkastély

- A város legismertebb turistalátványossága a kumamotói várkastély, egy jókora, a maga idejében szinte bevehetetlennek tartott erődítmény. Az öregtornyot a hetvenes években beton felhasználásával rekonstruálták, de néhány fa melléképület eredeti állapotában maradt meg az 1877-es 53 napos ostrom ellenére, amelyben a vár építményeinek jelentős része elpusztult vagy megrongálódott. Ebből az időből maradt meg a nyers lóhús (baszasi) fogyasztásának hagyománya, bár manapság már inkább csak ínyencségnek tekintik.
- A vár külső falai által védelmezve ma is látható a tartomány urainak, a Hoszokava daimjók rezidenciája, a Gjobu-tei. A hagyományosan fából épült udvarházat japán stílusú kert veszi körül.
- Mijamoto Muszasi öregkorát Kumamotóban töltötte. Sírja és a barlang ahol remeteként utolsó éveit töltötte (Reigandó, "lélekkő barlang") a város közelében található. Itt írta meg híres művét, az Öt Gyűrű Könyvét.
- A vártól 3 km-re délkeletre fekszik a Szuizen-dzsi, a japán kertépítészet remeke. A parkba épült a Szuizen-dzsi Városi Stadion is, ahol a város futballcsapata, a Roasso Kumamoto játszotta régebben a mérkőzéseit. Manapság már a nagyobb KKWing Stadion a csapat otthona.
- A belvárosban található az üzleti és kereskedelmi negyed, valamint két nagy bevásárlóközpont, a Shimotori és a Kamitori.
- A kulturális intézmények között megemlítendő Kumamoto Prefektúra Múzeuma és Kumamoto Prefektúra Színháza.
- 2012, Kumamoto kijelölt várossá válása óta évente megrendezik a Kumamoto Vármaraton futóversenyt.

Kumamoto prefektúra kabalája Kumamon, egy piros arcú fekete medve.

## Kerületek

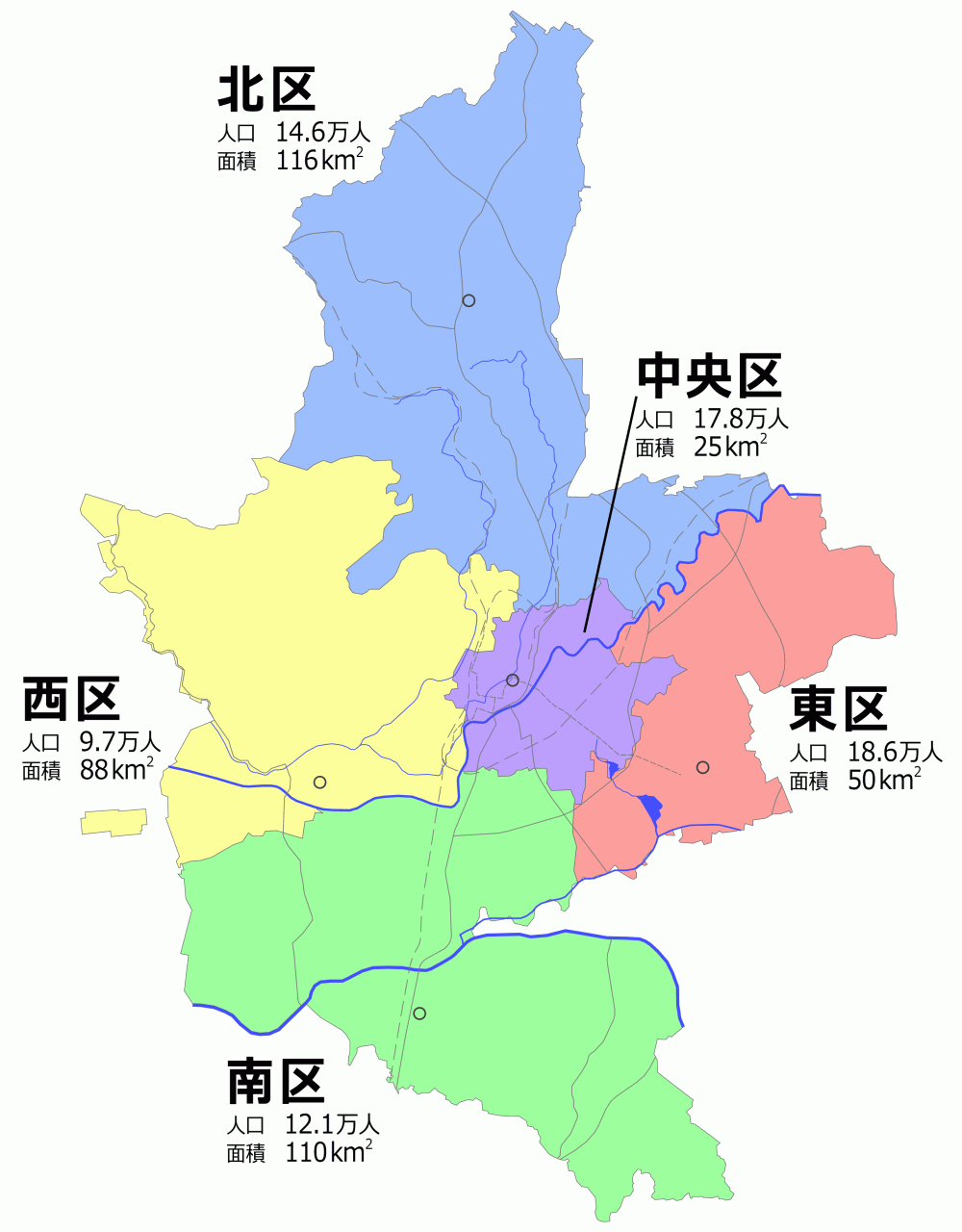
Kumamoto kerületei

2012. április 1., kijelölt várossá válása óta, Kumamotót 5 negyedre (ku)osztják:
- Kita-ku (北区)
- Nisi-ku (西区)
- Csúó-ku (中央区)
- Higasi-ku (東区)
- Minami-ku (南区)

## Közlekedés
A helyi tömegközlekedést kiterjedt villamos- és buszhálózat szolgálja. 2011-ben elkészült a nagysebességű vasút, a sinkanszen következő vonala, amellyel az utas Fukuokán keresztül egészen Tokióig juthat. A városban több taxivállalat szállítja a közönséget a nap 24 órájában.
A Kumamoto Repülőtér a közeli Masikiben fekszik.

## Oktatás

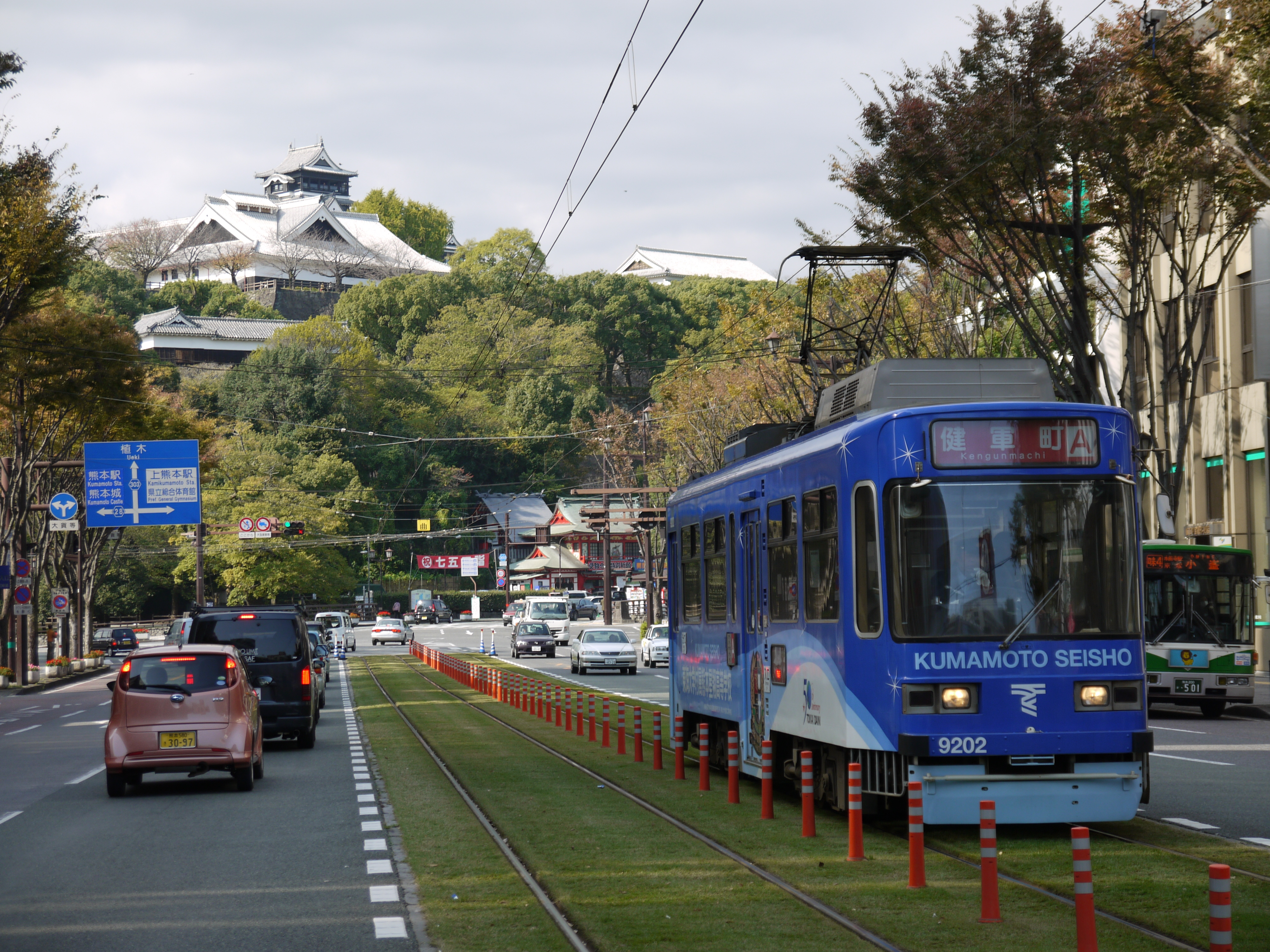
A városi villamos

A város felsőoktatási intézményei:
- Kumamoto Egyetem
- Kumamoto Gakuen Egyetem
- Kjúsúi Lutheránus Kollégium
- Szódzsó Egyetem
- Kumamoto Prefektúra Egyeteme

## Híres kumamotóiak
- Naocsi Fudzsimori, a volt perui elnök, Alberto Fujimori apja
- Inoue Kovasi, a Meidzsi-kor neves államférfija, miniszter
- Joki Sónan, a Meidzsi korszak politikai reformere és tudósa
- Oda Eiicsiró, mangarajzoló
- Jukiszada Iszao, filmrendező
- Ueda Momoko, profi golfozó

## Testvérvárosok

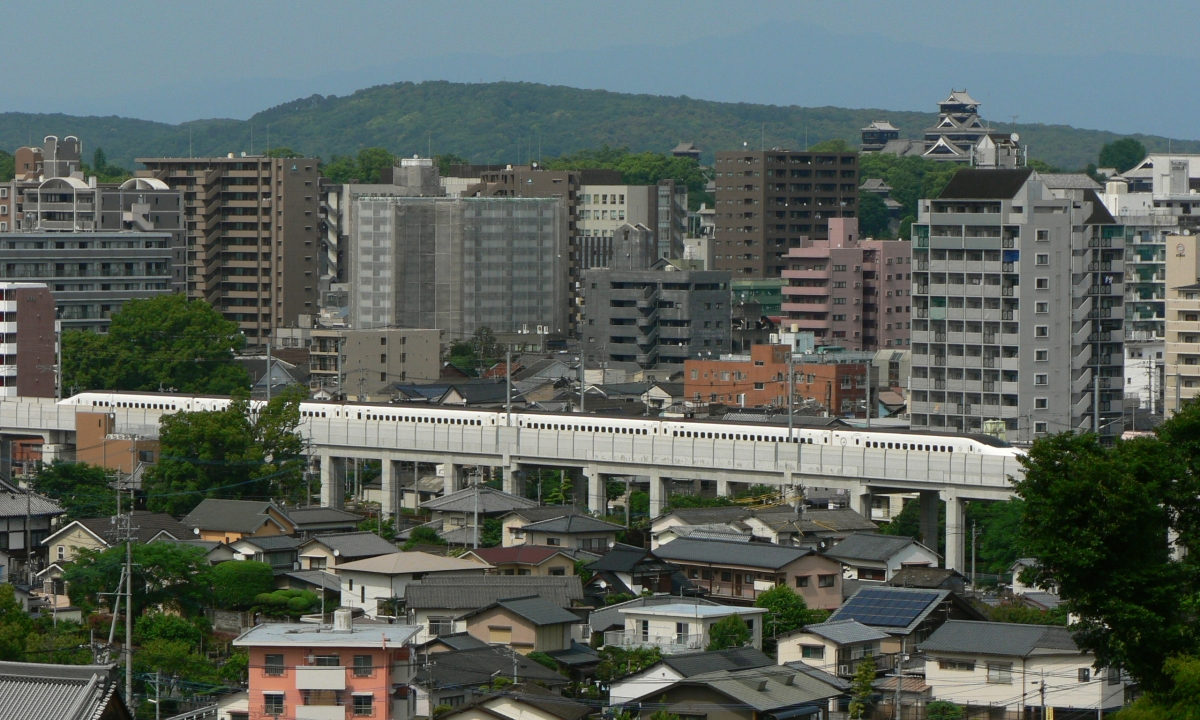
Városkép. Előtérben a gyorsvasút, háttérben a kastély

- Billings (Montana), Egyesült Államok
- Bristol, Egyesült Királyság
- Kujlin, Kína
- Heidelberg, Németország
- Helena (Montana), Egyesült Államok
- San Antonio, Egyesült Államok
- Ulszan, Dél-Korea

## Külső hivatkozások
- Kumamoto város honlapja (angol nyelven)

## Fordítás
- Ez a szócikk részben vagy egészben  a   Kumamoto című angol Wikipédia-szócikk ezen változatának fordításán alapul.  Az eredeti cikk szerkesztőit annak laptörténete sorolja fel. Ez a jelzés csupán a megfogalmazás eredetét és a szerzői jogokat jelzi, nem szolgál a cikkben szereplő információk forrásmegjelöléseként.